# Varmonzey
Varmonzey là một xã ở tỉnh Vosges, vùng Grand Est, Pháp. Xã này có diện tích 2,57 km² dân số năm 1999 là 25 người. Xã này nằm ở khu vực có độ cao trung bình 310 m trên mực nước biển.

## Biến động dân số
| 1962                                         | 1968 | 1975 | 1982 | 1990 | 1999 |
| -------------------------------------------- | ---- | ---- | ---- | ---- | ---- |
| 19                                           | 20   | 18   | 23   | 25   | 25   |
| Số liệu từ năm 1962: Dân số không tính trùng |      |      |      |      |      |